# Friesea truncata
Friesea truncata är en urinsektsart som beskrevs av Cassagnau 1958. Friesea truncata ingår i släktet Friesea, och familjen Neanuridae. Arten är reproducerande i Sverige.